# Sabellastarte assimilis
Sabellastarte assimilis är en ringmaskart som först beskrevs av McIntosh 1885.  Sabellastarte assimilis ingår i släktet Sabellastarte och familjen Sabellidae. Inga underarter finns listade i Catalogue of Life.